# 谢雪畴
谢雪畴（1920年11月—2017年1月22日），湖南宁乡人，中国人民解放军大校，中华人民共和国作家。

## 生平
1938年3月在湖北黄安参加新四军，同年10月加入中国共产党。历任新四军第四支队挺进纵队政治指导员，第四支队第十四团政治处宣传股股长。1941年起，历任新四军第二师兼淮南军区政治部宣传部教育科科长，新四军第二师第六旅政治部宣传科科长，新四军第二师第六旅第十七团政治处主任，新四军第二师第五旅第十五团政治处主任。1944年，任新四军第二师第五旅兼路西军分区政治部宣传科科长。第二次国共内战期间，担任华中野战军第二纵队第五旅第十五团政治处主任，华东野战军第七纵队第二十师第六十团政委，1949年历任第三野战军第二十五军第七十四师二二二团政委，第二十五军第七十五师政治部主任；参加了莱芜战役、孟良崮战役、兖州攻城战役、淮海战役、渡江战役、上海战役等。
中华人民共和国成立后，任第二十五军第七十五师副政委。1953年1月，率第七十五师师部调入中国人民解放军空军组建空军中级指挥员训练班，任副政治委员、政治委员，后任空军高级航空学校政治委员、空军第一高级专科学校政治委员。1976年7月调任兰州军区空军政治部副主任，1977年3月任兰州军区空军政治部主任，1983年9月任兰州军区空军副政治委员。他还是中国作家协会会员、陕西省作家协会名誉理事。
1955年，被授予上校军衔。1960年，晋升为大校军衔。曾荣获二级独立自由勋章、二级解放勋章和独立功勋荣誉章。
2017年1月22日，谢雪畴在西安病逝，享年97岁。

## 著作
谢雪畴发表过数十部作品，主要有：
- 《团指挥员》
- 《古塔的神话及其它》
- 《中国空军击落“U-2”纪实》
- 《东海冲击波一一三军首次联合渡海登陆战纪实》
- 《穿破硝烟的身影》[1]